# Castiglione a Casauria
Castiglione a Casauria est une commune de la province de Pescara, dans la région Abruzzes, en Italie.

## Administration
| Période                                  | Période  | Identité                 | Étiquette     | Qualité |
| ---------------------------------------- | -------- | ------------------------ | ------------- | ------- |
| 14 juin 2004                             | En cours | Rosario Sabatino Martino | Centro-Destra |         |
| Les données manquantes sont à compléter. |          |                          |               |         |

### Hameaux
Madonna della Croce, San Clemente a Casauria, Cervarano, Piano da Capo, Piano del Ponte.

### Communes limitrophes
Bolognano, Bussi sul Tirino, Pescosansonesco, Pietranico, Tocco da Casauria, Torre de' Passeri.